# Dimeo van der Horst
Dimeo van der Horst, född 23 juni 1991, är en nederländsk basketspelare. 
van der Horst deltog vid olympiska sommarspelen 2020 och var en del av Nederländernas lag som blev utslagna i kvartsfinalen i tremannabasket. Vid OS 2024 ingick han i det nederländska laget som tog guld.